# Medalistki mistrzostw świata w kolarstwie torowym – sprint drużynowy kobiet
Pełna lista medalistek mistrzostw świata w kolarstwie torowym w sprincie drużynowym kobiet.

## Medaliści
| Rok i miejsce          | Złoto                                                   | Srebro                                                                                  | Brąz                                                                              |
| ---------------------- | ------------------------------------------------------- | --------------------------------------------------------------------------------------- | --------------------------------------------------------------------------------- |
| 2007 Palma de Mallorca | Wielka Brytania Victoria Pendleton · Shanaze Reade      | Holandia Yvonne Hijgenaar · Willy Kanis                                                 | Australia Kristine Bayley · Anna Meares                                           |
| 2008 Manchester        | Wielka Brytania Victoria Pendleton · Shanaze Reade      | Chiny Gong Jinjie · Zheng Lulu                                                          | Niemcy Dana Glöss · Miriam Welte                                                  |
| 2009 Pruszków          | Australia Kaarle McCulloch · Anna Meares                | Wielka Brytania Victoria Pendleton · Shanaze Reade                                      | Litwa Gintarė Gaivenytė · Simona Krupeckaitė                                      |
| 2010 Kopenhaga         | Australia Kaarle McCulloch · Anna Meares                | Chiny Gong Jinjie · Lin Junhong                                                         | Litwa Gintarė Gaivenytė · Simona Krupeckaitė                                      |
| 2011 Apeldoorn         | Australia Kaarle McCulloch · Anna Meares                | Wielka Brytania Victoria Pendleton · Jessica Varnish                                    | Chiny Gong Jinjie · Guo Shuang                                                    |
| 2012 Melbourne         | Niemcy Miriam Welte · Kristina Vogel                    | Australia Kaarle McCulloch · Anna Meares                                                | Chiny Gong Jinjie · Guo Shuang                                                    |
| 2013 Mińsk             | Niemcy Miriam Welte · Kristina Vogel                    | Chiny Gong Jinjie · Guo Shuang                                                          | Wielka Brytania Victoria Williamson · Rebecca James                               |
| 2014 Cali              | Niemcy Miriam Welte · Kristina Vogel                    | Chiny Lin Junhong · Zhong Tianshi                                                       | Wielka Brytania Jessica Varnish · Rebecca James                                   |
| 2015 Paryż             | Chiny Gong Jinjie · Zhong Tianshi                       | Rosja Anastasija Wojnowa · Darja Szmielowa                                              | Australia Kaarle McCulloch · Rebecca James                                        |
| 2016 Londyn            | Rosja Anastasija Wojnowa · Darja Szmielowa              | Chiny Gong Jinjie · Zhong Tianshi                                                       | Niemcy Miriam Welte · Kristina Vogel                                              |
| 2017 Hongkong          | Rosja Anastasija Wojnowa · Darja Szmielowa              | Australia Kaarle McCulloch · Stephanie Morton                                           | Niemcy Miriam Welte · Kristina Vogel                                              |
| 2018 Apeldoorn         | Niemcy Miriam Welte · Kristina Vogel · Pauline Grabosch | Holandia Kyra Lamberink · Shanne Braspennincx · Laurine van Riessen · Hetty van de Wouw | Rosja Anastasija Wojnowa · Darja Szmielowa                                        |
| 2019 Pruszków          | Australia Kaarle McCulloch · Stephanie Morton           | Rosja Anastasija Wojnowa · Darja Szmielowa                                              | Niemcy Miriam Welte · Emma Hinze                                                  |
| 2020 Berlin            | Niemcy Pauline Grabosch · Emma Hinze · Lea Friedrich    | Australia Kaarle McCulloch · Stephanie Morton                                           | Chiny Chen Feifei · Zhong Tianshi                                                 |
| 2021 Roubaix           | Niemcy Lea Friedrich · Pauline Grabosch · Emma Hinze    | RCF Natalja Antonowa Darja Szmielowa Jana Tyszczenko Anastasija Wojnowa                 | Wielka Brytania Sophie Capewell · Blaine Ridge-Davis · Milly Tanner · Lauren Bate |
| 2022 Montigny          | Niemcy Pauline Grabosch · Emma Hinze · Lea Friedrich    | Chiny Bao Shanju · Guo Yufang · Yuan Liying                                             | Wielka Brytania Lauren Bell · Sophie Capewell · Emma Finucane                     |

## Tabela medalowa
Stan po MŚ 2022
| Miejsce | Państwo         |   |   |   | Razem |
| ------- | --------------- | - | - | - | ----- |
| 1.      | Niemcy          | 6 | 0 | 4 | 10    |
| 2.      | Australia       | 4 | 3 | 2 | 9     |
| 3.      | Wielka Brytania | 2 | 2 | 4 | 8     |
| 4.      | Rosja           | 2 | 2 | 1 | 5     |
| 5.      | Chiny           | 1 | 6 | 3 | 10    |
| 6.      | Holandia        | 0 | 2 | 0 | 2     |
| 7.      | RCF             | 0 | 1 | 0 | 1     |
| 8.      | Litwa           | 0 | 0 | 2 | 2     |